# برق تک‌فاز

برق تک‌فاز

برق تک‌فاز (Single Phase)، به جریان الکتریکی متناوب (Alternating Current, AC) اشاره می‌کند که بیشتر در مصارف غیرصنعتی کاربرد دارد.
دلیل تأکید بر تک‌فاز بودن این است که برق تولیدشده در نیروگاه‌های برق، اساساً سه‌فاز است، اما در بیشتر مصارف غیرصنعتی (مانند برق منازل و شرکت‌های کوچک)، معمولاً استفاده از یک فاز کفایت می‌کند. از برق تک‌فاز برای مصارف روشنایی، حرارتی و انواعی از موتورهای الکتریکی (مانند موتور القایی تک‌فاز، موتور یونیورسال، ...) استفاده می‌شود.
فرکانس استاندارد سیستم‌های قدرت تک‌فاز ۵۰ یا ۶۰ هرتز است (در ایران، ۵۰ هرتز). شبکه‌های برق تک‌فاز ولتاژ بالا (چندصد یا چندهزار ولت) با فرکانس ۱۶٫۷ هرتز در خطوط راه‌آهن برخی کشورها، مانند کشورهای آلمانی‌زبان، کار می‌کنند (در آلمان، ۱۵ کیلوولت).
در برخی از کشورها مانند ایالات متحده آمریکا انشعاب اصلی تک‌فاز معمولاً به دو انشعاب فرعی یکی برای تأمین توان لوازم خانگی و دیگری برای روشنایی تقسیم می‌شوند.